# 秋田輝季
秋田 輝季（あきた てるすえ）は、陸奥三春藩の第3代藩主。秋田家第5代当主。

## 生涯
慶安2年（1649年）、第2代藩主・秋田盛季の長男として生まれる。万治元年（1658年）に将軍・徳川家綱に御目見し、寛文2年（1662年）に叙任する。延宝4年（1676年）に父が死去したために跡を継ぐ。
藩政では馬産に力を注ぎ、それを競売にかけて藩財政のさらなる発展を遂げるなど、大いに成功を収めている。貞享元年（1684年）には譜代格に任じられた。
しかし晩年、長男の就季が早世するとそのショックから政治力を失って、重臣の荒木高村（藩祖・秋田実季の外孫）に政治の実権を奪われ、正徳5年（1715年）12月7日には高村の長男・頼季に家督を譲って隠居することを余儀なくされた。享保5年（1720年）9月19日に死去。享年72。
輝季の死の翌年から、享保事件と呼ばれるお家騒動が始まることとなる。

## 系譜
父母
- 秋田盛季（父）
- 正寿院 ー 安藤重長の娘（母）

正室、継室
- 本性院 ー 酒井忠直の娘（正室）
- 貞厳院 ー 秋田実久の娘（継室）

子女
- 秋田就季（長男）
- 秋田長十郎
- 秋田亀蔵
- 秋田勝之進
- 秋田大助
- 秋田求馬
- 秋田松之丞
- 秋田季成正室
- 大姫 ー 酒井親本正室

他女子三人
養子
- 秋田頼季 ー 荒木高村の長男